# Ермаков, Максим Владимирович
Максим Владимирович Ермаков (21 апреля 1995, Каменск-Уральский, Свердловская область) — российский футболист, защитник и опорный полузащитник.

## Биография

### Клубная карьера
Воспитанник футбольной школы «Денас» (Каменск-Уральский). В 2008 году в составе сборной Детской футбольной лиги стал победителем турнира памяти К. И. Бескова и вошёл в символическую сборную турнира. Позднее перешёл в академию клуба «Краснодар». С сезона 2011/12 привлекался к матчам молодёжного состава, всего за дубль быков в молодёжном первенстве сыграл 39 матчей и забил 3 гола. В январе 2013 года перешёл в московский «Спартак», где играл за молодёжный состав и фарм-клуб. В составе «Спартака-2» сыграл три матча в июле-августе 2013 года, а в молодёжном первенстве за три с половиной сезона в составе красно-белых сыграл 53 матча и забил 3 гола.
Летом 2016 года покинул «Спартак» и перешёл в литовский «Стумбрас». В чемпионате Литвы дебютировал 7 сентября 2016 года в матче против «Тракая», выйдя на замену на 64-й минуте вместо Робертаса Вежявичюса. Всего за литовский клуб провёл 6 матчей в чемпионате страны и одну игру в Кубке Литвы и по окончании сезона 2016 года покинул команду.
1 августа 2017 года перешёл в армянский «Пюник», но уже в конце года покинул команду.

### Карьера в сборной
Выступал за юношеские сборные России до 17 и до 19 лет, принимал участие в отборочных матчах юношеских чемпионатов Европы, также играл в контрольных матчах. Становился победителем Мемориала Гранаткина.

## Достижения

### Командные
«Спартак» (Москва)
- Победитель молодёжного первенства России: 2012/13

 Россия (до 19)
- Победитель Мемориала Гранаткина: 2013